# 熱帶風暴海棠 (2017年)
熱帶風暴海棠（英語：Tropical Storm Haitang，國際編號：1710，聯合颱風警報中心：WP122017，菲律賓大氣地球物理和天文服務管理局：Huaning）是2017年太平洋颱風季第10個被命名的熱帶氣旋。「海棠」（國際音標：[xàɪtʰɑ̌ŋ]）一名乃由中國大陸所提供，是薔薇科苹果属多種植物的統稱。此名稱為第三次使用，前兩次分別於2005年及2011年。該風暴是2017年侵襲臺灣的第2個颱風，也是繼2004年颱風南瑪都之後，13年以來首個登陸臺灣西半部陸地的颱風。

## 發展過程
此熱帶氣旋發展於南海，在7月25日時美国全球預報模式認為該系統會與尼莎在臺灣附近產生藤原效應，但此時歐洲中期天氣預報中心預報多變，有時預報認為會發展成熱帶氣旋並登陸臺灣南部，有時預報認為會通過巴士海峽並成為成熟的颱風，有時預報認為不會發展成熱帶氣旋，由於海溫僅剛好適合發展的28℃，加上垂直風切不是很低，使得發展較為緩慢，直到7月27日下午4時日本氣象廳率先將其升格為熱帶低氣壓，不久後臺灣中央氣象局跟隨，28日15時中国国家气象中心及香港天文台都將其升格為熱帶低氣壓，聯合颱風警報中心在一小時後跟隨，此時，聯合颱風警報中心及中国国家气象中心都認為強度會來到熱帶風暴，但香港天文台認為不會增強至熱帶風暴，以上三個氣象部門都預測本熱帶低氣壓將通過臺灣海峽並登陸中國福建至浙江沿海後消散，中国國家气象中心在晚上8時半率先將其升格為熱帶風暴，而香港天文台在29日中午12時跟隨，日本氣象廳在沒有發出烈風警報的情況下，在同日下午3時30分將該熱帶低氣壓直接升格為熱帶風暴，命名為海棠，並且直接上調風速至40節，且預報路徑有別於以上三者，將經過臺灣東部近海北上。
7月30日下午4時40分，臺灣中央氣象局宣布海棠於屏東縣枋山鄉楓港登陸，並在31日0時30分於彰化縣芳苑鄉出海。隨後於2時50分在中國福建省福清市沿海登陸，測得8级陣風。
同日下午2時，中央氣象局與香港天文台將其降格為熱帶性低氣壓，日本氣象廳將其認定為殘留低氣壓；下午8時，中央氣象局再將其降格為低壓區。11時，中央氣象台才將其降格為熱帶性低氣壓。

## 影響

### 中國大陸
當地發布之颱風警報： 颱風黃色預警信號
7月31日2時50分在中國福建省福清市沿海登陸，測得8级陣風。

### 香港及澳門
雖然海棠生成時距離港澳只有四百公里左右，但它預料隨後會移向臺灣海峽一帶，這樣代表直接威脋較低，所以兩地氣象部門沒有針對它生成而發出相關警告信號。
受到海棠和同期另一熱帶氣旋納沙的下沉氣流影響，7月29日香港普遍地區最高氣溫上升至攝氏34度或以上，其中打鼓嶺、沙田、黃大仙、跑馬地、元朗公園及北潭涌更高達36度或以上。7月30日氣溫上升，香港天文台總部下午4時30分錄得34.8度，刷新2017年最高氣溫紀錄，其中上水、沙田、黃大仙、九龍城、西貢、跑馬地、深水埗及赤鱲角更升穿37度。空氣質素方面，7月29日下午5時，全港16個空氣監測站的空氣質素健康指數健康風險級別，有15個錄得最惡劣級別的10+「嚴重」水平，只有「後花園」塔門錄得9「甚高」水平。7月30日下午4時半，全部路邊監測站的空氣質素健康指數均錄得「10」或以上，達甚高至嚴重健康風險水平，其中銅鑼灣情況最嚴重；至於13個一般監測站中，將軍澳及屯門的空氣質素健康指數均錄得「10+」，達嚴重健康風險水平；餘下有9個一般監測站空氣質素健康指數均錄得「10」，達甚高健康風險水平。
澳門氣象局於7月30日下午1時04分，在外港碼頭氣象站錄得38.4度高溫，是澳門今年入夏以來錄得的最高氣溫。九澳氣象站中午亦錄得超過37度，其他氣象站亦普遍錄得超過36度高溫。

### 臺灣
當地發布之颱風警報：海上陸上颱風警報
| 彭佳嶼 · 28 m/s板橋 · －鞍部 · 14.3 m/s竹子湖 · 5.8 m/s淡水 · 8.9 m/s基隆 · 16.4 m/s臺北 · 13.9 m/s新屋 · －新竹 · 9.1 m/s宜蘭 · 22 m/s蘇澳 · 25.1 m/s花蓮 · 15.2 m/s成功（新港） · 10.2 m/s臺東 · 7.4 m/s大武 · 13.3 m/s蘭嶼 · 26 m/s臺中 · 4.9 m/s梧棲 · 13 m/s日月潭 · 10.6 m/s阿里山 · 6.2 m/s嘉義 · 6.1 m/s玉山 · 19.8 m/s臺南 · 9.3 m/s高雄 · 11.3 m/s恆春 · 8.1 m/s澎湖 · 8.2 m/s東吉島 · 18.8 m/s金門 · 8.4 m/s馬祖 · 13.4 m/s 中華民國交通部中央氣象署署屬氣象測站測得最大持續風力。圖例： · 無數據 · 測得5級風或以下 · 測得6至7級風 · 測得8至9級風 · 測得10至11級風 · 備註：包括中度颱風尼莎侵襲時的數據 | 彭佳嶼 · 39.6 m/s板橋 · －鞍部 · 38.9 m/s竹子湖 · 21.1 m/s淡水 · 26.3 m/s基隆 · 41.5 m/s臺北 · 41.9 m/s新屋 · －新竹 · 24.4 m/s宜蘭 · 51 m/s蘇澳 · 52.8 m/s花蓮 · 35.2 m/s成功（新港） · 27.2 m/s臺東 · 21.7 m/s大武 · 28.3 m/s蘭嶼 · 42 m/s臺中 · 20.8 m/s梧棲 · 21.8 m/s日月潭 · 25.6 m/s阿里山 · 16.3 m/s嘉義 · 14.8 m/s玉山 · 32.5 m/s臺南 · 19.6 m/s高雄 · 24.8 m/s恆春 · 29.8 m/s澎湖 · 17.3 m/s東吉島 · 27.1 m/s金門 · 17.2 m/s馬祖 · 29.5 m/s 中華民國交通部中央氣象署署屬氣象測站測得最大陣風。圖例： · 無數據 · 測得6至7級風 · 測得8至9級風 · 測得10至11級風 · 測得12至15級風 · 測得16級風或以上 · 備註：包括中度颱風尼莎侵襲時的數據 |

氣象局在28日下午5時30分表示，尼莎在穿越臺灣陸地後，將與此熱帶氣旋產生藤原效應，此熱帶氣旋將會被牽引至臺灣海峽並挾帶西南氣流對臺灣中南部造成威脅，持續到8月4日。
29日下午2時，氣象局召開尼莎颱風颱風警報記者會時，預報課長黃椿喜表示位在南海還有一個熱帶性低氣壓，雖然發展條件不利，但不排除成為本年度第10號颱風。下午3時，氣象局接受中央通訊社電話訪問時表示，同日下午5時30分就會將此熱帶氣旋正式升格為第10號颱風海棠，並同步發布海上颱風警報。而下午5時中央氣象局針對尼莎及海棠同時發布海上陸上颱風警報，雙颱海上陸上颱風警報的紀錄已經相隔50年，上次出現是1967年瑪芝和娜拉颱風在臺灣近海時侵襲時所發布。30日下午4時40分，氣象局宣布海棠於屏東縣枋山鄉楓港登陸，並在翌日0時30分於彰化縣芳苑鄉出海。隨着海棠進入中國大陸，氣象局在31日上午8時30分解除所有颱風警報。但受其外圍環流影響，臺灣沿岸及澎湖、金門、馬祖仍然受9至10級強陣風吹襲，氣象局在45分鐘後發對上述地區發佈陸上強風特報。

## 熱帶氣旋警告使用紀錄

### 中國大陸
| 國家氣象中心 颱風預警信號 | 國家氣象中心 颱風預警信號 | 國家氣象中心 颱風預警信號 |
| ------------------------- | ------------------------- | ------------------------- |
| 上一熱帶氣旋              | 颱風黃色預警信號          | 下一熱帶氣旋              |
| 強熱帶風暴苗柏            | 颱風黃色預警信號          | 強颱風天鴿                |
| 熱帶風暴洛克 熱帶風暴桑卡 | 颱風藍色預警信號          | 強颱風天鴿                |

### 臺灣
| 交通部中央氣象局 颱風警報 | 交通部中央氣象局 颱風警報 | 交通部中央氣象局 颱風警報 |
| ------------------------- | ------------------------- | ------------------------- |
| 上一熱帶氣旋              | 海上颱風警報              | 下一熱帶氣旋              |
| 中度颱風尼莎              | 海上颱風警報              | 中度颱風天鴿              |
| 中度颱風尼莎              | 陸上颱風警報              | 中度颱風天鴿              |

### 菲律賓
| 菲律賓大氣地球物理和天文服務管理局 風暴信號 | 菲律賓大氣地球物理和天文服務管理局 風暴信號 | 菲律賓大氣地球物理和天文服務管理局 風暴信號 |
| ------------------------------------------- | ------------------------------------------- | ------------------------------------------- |
| 上一熱帶氣旋                                | 一號風暴信號                                | 下一熱帶氣旋                                |
| 颱風納沙                                    | 一號風暴信號                                | 颱風天鴿                                    |

## 外部連結
| 太平洋颱風季             |
| 主題頁 - 專題 - 編輯指南 |

- （英文）颱風2000：各氣象部門對海棠的預測路徑集合 （页面存档备份，存于）
- （英文）美國太空總署：相關資料
- （日語）日本氣象廳：數位颱風網資料（日文版 （页面存档备份，存于）、英文版 （页面存档备份，存于））、1710最佳路徑數據（日文版 （页面存档备份，存于）、英文版 （页面存档备份，存于））、2017年熱帶氣旋最佳路徑圖（日文版 （页面存档备份，存于）、英文版 （页面存档备份，存于））、2017年熱帶氣旋最佳路徑數據 （页面存档备份，存于） （页面存档备份，存于）
- （英文）美國聯合颱風警報中心：12W最佳路徑數據、海棠最佳路徑圖 （页面存档备份，存于） （页面存档备份，存于）
- （英文）美國海軍研究實驗室：12W檔案 （页面存档备份，存于）
- （繁體中文）臺灣交通部中央氣象局：颱風資料庫——、海棠最佳路徑圖
- （繁體中文）香港天文台：2017年7月熱帶氣旋概述 （页面存档备份，存于）、實時天氣稿（7月28日 （页面存档备份，存于）－29日 （页面存档备份，存于）－30日 （页面存档备份，存于）－31日 （页面存档备份，存于））
- （英文）菲律賓大氣地球物理和天文管理局：熱帶氣旋發佈存檔 （页面存档备份，存于） （页面存档备份，存于）